# Corel Linux
Das Corel Linux Desktop OS war eine kommerzielle Linux-Distribution, die Debian als Basis für verschiedene Applikationen aus dem Hause Corel adaptierte.

## Geschichte
Corel Linux 1.0 wurde 1999 erstveröffentlicht. Erklärtes Ziel war, ein eigenes Desktop-Betriebssystem zu liefern, und zwar das benutzerfreundlichste. Darunter verstand Corel: Der Nutzer sollte sich besonders wenig um das unterliegende Betriebssystem kümmern müssen. Soweit möglich konfigurierte Corel Linux sich selbst. Die notwendigsten vom Anwender vorzunehmenden Einstellungen wurden in einem Control Center unter KDE zusammengefasst. Corel erweiterte den KDE File Manager erheblich zum Corel File Manager als integrale Steuerzentrale, die in etwa den Funktionsumfang des Explorer unter Windows einnahm. Laufwerke wurden vollautomatisch eingebunden. Außerdem wurde als Corel Update ein Installer als GUI implementiert.

### Editionen
Corel Linux 1.0 erschien in drei verschiedenen Varianten, die sich im Umfang der enthaltenen Software unterschieden. Insgesamt war der Softwareumfang gegenüber üblichen Distributionen stark reduziert. Die Download- und die Standardvariante enthielten eine abgespeckte Variante des von Corel erworbenen WordPerfect. Die Variante Deluxe brachte ein WordPerfect 8.0 in Vollversion inklusive ClipArt-Sammlung mit, ein Backup-Utility sowie eine Vierteljahreslizenz für einen internetbasierten Fax-Dienst. Als Bildbearbeitung war zunächst GIMP enthalten.

### Versionen
- 1999: Corel Linux OS 1.0
- 2000: Corel Linux OS 1.1
- 2000: Corel Linux OS 1.2

## Anwendungen
Mitte 2000 wurde kostenlos eine unter Linux lauffähige Version von Photopaint und später kommerziell CorelDRAW 9 freigegeben. Die (für Corel damals existenziell notwendigen) Umsatzziele wurden dennoch nicht schnell genug erreicht.

## Verkauf
2001 verkaufte Corel seine Linux-Entwicklung an das damalige Startup Xandros u. a. gegen eine Beteiligung von 5 % an Xandros.
Die Corel-Open-Source-Entwicklerwebsite blieb bis Frühjahr 2002 online (der späteste Internet-Archive-Snapshot ist vom 2002-01-27).